# The Rhythm of the Saints
The Rhythm of the Saints è l'ottavo album della discografia di Paul Simon, messo in commercio il 16 ottobre del 1990.

## Tracce
Tutte le canzoni sono composte da Paul Simon, tranne dove indicato.
1. The Obvious Child
2. Can't Run But
3. The Coast (Simon, Vincent Nguini)
4. Proof
5. Further to Fly
6. She Moves On
7. Born at the Right Time
8. The Cool, Cool River
9. Spirit Voices (Simon, Milton Nascimento)
10. The Rhythm of the Saints

## Formazione
- Paul Simon - voce, cori, chitarra
- Okyerema Asante - cajon
- Paulo Santos - percussioni
- Gordinho - surdo
- Ray Phiri - chitarra
- Jimmy McDonald - fisarmonica
- Remy Kabocka - percussioni
- Ya Yo De La Nelson - shaker
- Greg Phillinganes - sintetizzatore
- Giovanni Hidalgo - congas
- Adrian Belew - guitar synth
- Joao Severo Da Silva - fisarmonica
- Naná Vasconcelos - percussioni, cori, berimbau, triangolo, congas
- Armando Marçal - percussioni
- Mingo Araujo - congas, percussioni, triangolo, shaker, cembalo
- Jorginho - percussioni
- J.J. Cale - chitarra
- André Manga - basso
- Steve Gadd - batteria
- Mazzola - percussioni
- Georges Seba - chitarra elettrica
- Wilson Canegal - percussioni
- Raphael Rabello - chitarra
- Wilson Das Neves - percussioni
- Felix Sabal-Lecco - batteria
- Dom Chacal - percussioni, bonghi, congas, bata
- C. J. Chenier - fisarmonica
- Rigo Starr - chitarra
- Luna - percussioni
- Anthony Carillo - bonghi
- Francisco Aguabella - congas
- Armando Macedo - chitarra
- Uakti - percussioni
- Martin Atangana - chitarra elettrica
- Randy Brecker - tromba
- Clyde Mitchell - tromba
- Philippe Slominski - tromba
- Hugh Masekela - flicorno
- Errol Ince - trombone
- Jacques Bolognesi - trombone
- Clifton Anderson - trombone
- Alain Hatot - sax
- Charles Doherty - sassofono tenore
- Kim Wilson - armonica a bocca
- Karen Bernod, Kia Jeffries, Ladysmith Black Mambazo, Myrna Lynn Gomilla, Charlotte Mbango, Djana'd, Florence Gnimagnon, Elolongue Mbango Catherine - cori

Note aggiuntive
- Paul Simon - produttore